# Франклін (округ, Мен)
Шаблон:StateAbbr_ 44°52′45″ пн. ш. 70°23′17″ зх. д. / 44.879196° пн. ш. 70.387917° зх. д.
Округ Франклін (англ. Franklin County) — округ (графство) у штаті Мен, США. Ідентифікатор округу 23007.

## Історія
Округ заснований 9 травня 1838 року і названий на честь Бенджаміна Франкліна.

## Демографія
За даними перепису
2000 року
загальне населення округу становило 29467 осіб, зокрема міського населення було 5024, а сільського — 24443.
Серед мешканців округу чоловіків було 14228, а жінок — 15239. В окрузі було 11806 домогосподарств, 7748 родин, які мешкали в 19159 будинках.
Середній розмір родини становив 2,88.
Віковий розподіл населення поданий у таблиці:
| Стать    | До 15 років | 15-21 | 22-29 | 30-39 | 40-49 | 50-65 | 65-85 | Понад 85 |
| -------- | ----------- | ----- | ----- | ----- | ----- | ----- | ----- | -------- |
| Чоловіки | 2878        | 1625  | 1229  | 1909  | 2299  | 2537  | 1628  | 123      |
| Жінки    | 2672        | 1975  | 1278  | 1995  | 2385  | 2501  | 2053  | 380      |

## Суміжні округи
- Сомерсет — північний схід
- Кеннебек — південний схід
- Андроскоґґін — південь
- Оксфорд — південний захід
- Le Granit Regional County Municipality, Quebec[en] — північний захід

## Виноски
1. ↑  U.S. Decennial Census. United States Census Bureau. Архів оригіналу за 26 квітня 2015. Процитовано 7 вересня 2014.
2. ↑  Historical Census Browser. University of Virginia Library. Архів оригіналу за 11 серпня 2012. Процитовано 7 вересня 2014.
3. ↑  Population of Counties by Decennial Census: 1900 to 1990. United States Census Bureau. Процитовано 7 вересня 2014.
4. ↑  Census 2000 PHC-T-4. Ranking Tables for Counties: 1990 and 2000 (PDF). United States Census Bureau. Процитовано 7 вересня 2014.
5. ↑  State & County QuickFacts. United States Census Bureau. Архів оригіналу за 6 червня 2011. Процитовано 19 серпня 2013. [Архівовано 2011-08-05 у Wayback Machine.](англ.) Наведено за англійською вікіпедією.
6. ↑  American FactFinder. Бюро перепису населення США. Архів оригіналу за 26 лютого 2012. Процитовано 31 січня 2008. [Архівовано 2008-05-21 у Wayback Machine.]

| США | Це незавершена стаття з географії США. Ви можете допомогти проєкту, виправивши або дописавши її. |